# USS Langley (CV-1)
Za druge ladje z istim imenom glej USS Langley
USS Langley (CV/AV-1) je bila prva letalonosilka vojne mornarice ZDA. Gradnja se je začela 18. oktobra 1911 v ladjedelnici Mare Island Naval Shipyard (Kalifornija) kot USS Jupiter (AC-3). Ladja je bila poimenovana in splovljena 14. avgusta 1912 in sprejeta v uporabo 7. aprila 1913.

## Zgodovina
Po uspelih poskusih je Jupiter (prva ladja VM ZDA, ki je imela električno vodene pogonske vijake) sprejela na svoj krov oddelek marincev in se 27. aprila 1914 pridružila Pacifiški floti med verakruško krizo. 10. oktobra je odplula proti Philadelphii. Na Kolumbov dan je postala prva ladja, ki je prečkala panamski prekop iz zahoda proti vzhodu.
Pred vstopom ZDA v prvo svetovno vojno je preplula Atlantik in Mehiški zaliv, priključena Atlantski floti. 6. aprila 1917 je prispela v Norfolk, kjer je bila dodeljena NOTS. V juniju 1917 in novembru 1918 je ladja opravila dve transportni plovbi v Francijo. 23. januarja 1919 se je vrnila nazaj v Norfolk, dokler ni 8. marca zaplula nazaj v Brest kot podporna ladja, vračajočih se ameriških vojakov. 17. avgusta se je vrnila v Norfolk, nakar je bila razporejana na zahodno obalo. 11. julija 1919 je bil odobren remont v letalonosilko. 12. decembra je zaplula proti Hampton Roads (Virginija), kjer je bila vzeta iz uporabe 24. marca 1920.
Jupiter je bila spremenjana v prvo letalonosilko v ladjedelnici Navy Yard (Norfolk. Glavni namen je bil opravljati poskuse z uporabo pomorskega letalstva. 11. aprila 1920 so preimenovali ladjo v Langley po ameriškem astronomu, fiziku, pionirju na področju aeronavtike in letalskemu inženirju Samuelu Pierpontu Langleyu in dana oznaka CV-1. V uporabo je bila sprejeta 20. marca 1922.
Kot prva ameriška letalonosilka je bila Langley prizorišče mnogih izjemnih dogodkov. 17. oktobra 1922 je poročnik Virgil C. Griffin pilotiral prvo letalo (V-E-7-SF), ki je vzletelo z ameriške letalonosilke. Devet dni pozneje je bil opravljen prvi pristanek na Langleyu, ki ga je izvedel poročnik bojne ladje Godfrey de Courcelles Chevalier z Aeromarine 39B. 18. novembra je bila opravljena prva katapultacija letala.
15. januarja 1923 so začeli opravljati prve polete in teste v Karibskem morju. Junija je odplula proti Washingtonu, kjer je prikazala vzlete in pristanke letal pred pomembnejšimi osebami. 13. junija je odplula v Norfolk, od koder je izvajala ostanek leta usposabljanje v Atlantiku in Karibskem morju. Od 1924 do 1936 je bila v sestavi Pacifiške flote. Vojaški piloti so bili kmalu premeščeni na dve novi letalonosilki: USS Lexington (CV-2) in USS Saratoga (CV-3).
Po napadu na Pearl Harbor je 8. decembra odplula iz Filipinov proti Avstraliji, kamor je prispela 1. januarja 1942 v Darwin. Do 11. januarja je sodelovala z RAAF v protipodmorniškem bojevanju. Nato je bila raporejena v zavezniško pomorsko silo, ki se je zbirala v Indoneziji z namenom protinapada na Japonce. 22. februarja je tako zapustila Avstralijo in zaplula proti Javi z 32 letali Curtiss P-40.
27. februarja sta se Langleyu pridružila še dva rušilca (Whipple (DD-217) in Edsall (DD-219)), ki sta opravljala protipodmorniško zaščito. Ob 11.40 je Langley napadlo devet dvomotornih bombnikov; prva dva vala sta bila neuspešna, toda med tretjim valom je prejela pet zadetkov. Letala na palubi so začela goreti in krmarjenje je bilo onemogočeno; tako ni mogla zapluti v ozek zaliv Tjilatjap. Vdirajoča voda je zalila strojnico in tako zaustavila delovanje motorjev. Ob 13.32 je bil izdan ukaz, da se zapusti ladja. Spremljajoči rušilci so nanjo ustrelili 9 4-inčnih granat in 2 torpeda, da bi zagotovili popolno potopitev. Tega dne je umrlo 16 mornarjev.